# سیارک ۱۲۱۴۳
سیارک ۱۲۱۴۳ (به انگلیسی: 12143 Harwit، نامگذاری:4631P-L) دوازده هزار و صد و چهل و سومین سیارک کشف شده‌است که در ۲۴ سپتامبر ۱۹۶۰ کشف شد.